# فرانك دكورث
فرانك دكورث (بالإنجليزية: Frank Duckworth)‏ هو إحصائي بريطاني، ولد في 26 ديسمبر 1939 في ليثام سانت آنز ‏ في المملكة المتحدة.

## وصلات خارجية
- فرانك دكورث على موقع إي آس بي آن كريك إنفو (الإنجليزية)